# Indipendentismo del Québec
L'indipendentismo del Québec, anche detto sovranismo del Québec (in francese indépendantisme au Québec o souverainisme au Québec) è un movimento politico che ha come obiettivo quello di ottenere l'indipendenza del Québec dal Canada.
Il Québec è una delle dieci province del Canada, nonché una delle sue quattro province fondatrici: il Paese è una monarchia parlamentare federale, facente parte del Reame del Commonwealth. Secondo gli indipendentisti, il Québec dovrebbe uscire dalla confederazione canadese e diventare uno Stato sovrano e indipendente.
In Canada, l'indipendentismo risulta contrapposto ad altre due correnti: 
- il federalismo, i cui sostenitori vogliono che il Québec rimanga all'interno del Canada, con o senza revisione della distribuzione dei poteri tra il potere federale e quello provinciale;
- l'autonomismo, i cui sostenitori vogliono un decentramento dei poteri, riconosciuto o meno dalla Costituzione, ma senza secessione.

È da notare che molti quebecchesi oscillano tra sovranità e autonomia.

## Ideologia
L'ideologia sovranista è basata sull'idea che gli abitanti del Québec formino una nazione: per questo motivo, a loro dovrebbe essere riconosciuto il diritto di fondare un proprio Stato, in base al principio di autodeterminazione dei popoli. Tale visione si basa su una serie di particolarità storiche, culturali e linguistiche della provincia rispetto al resto del Canada.
Ad esempio, la quasi totalità della popolazione del Québec è di madrelingua francese: la lingua, che possiede una sua varietà autoctona, è anche l'unica ufficiale della provincia. Le altre province, invece, sono per la maggior parte essenzialmente anglofone; da ciò derivano varie differenze culturali.
Alcuni principi dell'ideologia indipendentista quebecchese affermano che:
1. Gli abitanti del Québec formano una "società distinta" rispetto al resto del Canada sotto vari aspetti, soprattutto sociologici;
2. Gli interessi dei quebecchesi sono spesso incompatibili con quelli del Canada nel suo insieme;
3. La federazione canadese ha generalmente danneggiato lo sviluppo dei quebecchesi, anche a causa del fatto che la maggior parte degli abitanti del Paese è anglofona e detiene quindi una importante maggioranza all'interno del Parlamento federale;
4. Sebbene il federalismo conceda un certo margine di autonomia nella gestione delle singole province, allo stato attuale i quebecchesi non disporrebbero di pieni poteri per governare sul proprio territorio e potrebbero acquisirli solo attraverso la creazione di uno Stato sovrano.

### Schieramento politico
L'ideologia e il movimento sovranista del Québec sono fortemente associati a socialdemocrazia e secolarismo, in particolare perché il sovranismo si è sviluppato durante la cosiddetta Rivoluzione Tranquilla, un processo di secolarizzazione e di creazione dello stato sociale nel Québec. I partiti politici e i gruppi che hanno promosso la sovranità sono stati spesso percepiti, a torto o a ragione, come gruppi politicamente di sinistra. In Québec si è quindi sviluppato un nazionalismo di sinistra che associa idee socialdemocratiche e laiche al nazionalismo.
La questione è storicamente divisiva per i socialdemocratici del Nuovo Partito Democratico. Tra gli anni '60 e '70 una delle principali fazioni del partito supportava il nazionalismo economico per maggiore indipendenza dagli Stati Uniti e ciò che definiva il diritto di autodeterminazione del Québec. Nel 1972 la fazione fu costretta allo scioglimento sotto minaccia di espulsione. La questione è riemersa negli anni 2000, quando sotto la leadership di Jack Layton il NPD si è riavvicinato al federalismo autonomista quebecchese. Nel 2011 il partito, storicamente terzo a livello federale, ha superato i Liberali formando per la prima volta l'Opposizione Ufficiale con 103 seggi, 59 dei quali vinti in Québec. Negli anni successivi la base elettorale in Québec è diminuita.
Vi sono anche sovranisti associati a idee più di destra. Va notato che l’espressione "sovranismo di destra" copre uno spettro politico molto ampio: può essere utilizzata per identificare sia sovranisti con un pensiero economico liberale o neoliberista, sia figure indipendentiste culturalmente o moralmente conservatrici. Tuttavia, a parte il fatto di essere tutti a favore della sovranità del Québec, queste diverse categorie potrebbero avere poco in comune in questioni politiche, culturali ed economiche.

## Organizzazioni favorevoli

### Partiti politici e gruppi parlamentari
- Parti Québécois
  - SPQ Libre
- Bloc Québécois
- Québec solidaire
- Parti indépendantiste
- Partito marxista-leninista del Québec

### Organizzazioni apartitiche
- Mouvement pour une Élection sur la Souveraineté
- Mouvement de libération nationale du Québec
- Conseil de la Souveraineté du Québec
- Réseau de Résistance du Québécois

### Organizzazioni solidali
- Saint-Jean-Baptiste Society
- Confédération des syndicats nationaux
- Centrale des syndicats du Québec
- Fédération des travailleurs et travailleuses du Québec
- Union des artistes
- Mouvement national des Québécois et des Québécoises

## Referendum
Si sono tenuti due referendum per la sovranità del Québec.
Il primo è stato il 20 maggio 1980: è stato promosso dal Parti Québécois, partito indipendentista allora al governo con il premier René Lévesque. Il quesito era il seguente:
Con un'affluenza dell'85,6%, il risultato è stato di 40,44% dei voti a favore e 59,56% contrari; di conseguenza, il referendum non è passato.
Un nuovo referendum ha avuto luogo il 30 ottobre 1995: è stato promosso dal Parti Québécois, guidato dall'allora premier del Québec Jacques Parizeau, con l'appoggio del Bloc Québécois di Lucien Bouchard. Questa volta, il quesito era più semplice e diretto, e chiedeva:
Anche in questo caso ha vinto il "no", ma di pochissimo: 49,42% dei voti favorevoli a fronte del 50,58% contrari. L'affluenza è stata del 93,52%.

## Opinione pubblica
Nel corso della storia, ci sono stati tre momenti principali in cui l'appoggio verso il sovranismo ha superato l'opzione opposta:
1. Il primo, dalla metà del 1990 alla metà del 1992, in reazione al rifiuto dell'accordo del lago Meech. A quel tempo al potere c’erano i liberali (federalisti). Il 22 giugno, quando era certo che il progetto non sarebbe stato ratificato entro il termine del 23 giugno, il primo ministro Robert Bourassa rilasciò una dichiarazione ambigua: questa fece credere alla popolazione che Bourassa avrebbe potuto promuovere un referendum, ma in realtà non ne aveva intenzione.
2. Il secondo, nel 1996-1997, subito dopo il referendum perso per un soffio nel 1995. All'epoca, il consigliere del nuovo primo ministro del PQ Lucien Bouchard, Jean-François Lisée, gli consigliò vivamente di sfruttare lo "slancio", ma Bouchard non scelse questa strada.[7]
3. Il terzo, in reazione al cosiddetto "scandalo delle sponsorizzazioni" (scandale des commandites) del 2005, ma anche in questo caso il governo allora al potere era liberale e federalista (Jean Charest, dal 2003).[7]

I sondaggi svolti in merito all'opinione dei quebecchesi sull'indipendenza sono generalmente divisi in due categorie:
- Sondaggi generali, che non tengono conto di eventuali differenze fra gli intervistati;
- Sondaggi con ripartizione, che dividono i risultati in base alla madrelingua degli intervistati.

Per quanto riguarda i sondaggi generali, a giugno 2024 il 40% della popolazione del Québec risulta essere favorevole all'indipendenza, il 52% contraria e l'8% si dichiara "indecisa". In generale, nei sondaggi condotti fra 2023 e 2024, la percentuale di favorevoli ha oscillato fra 34% e 41%.
Per quanto riguarda i sondaggi in base alla lingua nativa, i risultati più recenti sono stati i seguenti:
- Elettori francofoni: 45% favorevoli, 32% contrari, 12% indecisi (maggio 2024);[11]
- Elettori non francofoni: 10% favorevoli, 83% contrari, 6% indecisi (maggio 2024);[11]
- Elettori anglofoni: 12% favorevoli, 81% contrari, 6% indecisi (giugno 2023);[12]
- Elettori allofoni: 6% favorevoli, 84% contrari, 10% indecisi (agosto 2022).[13]

In generale, come ci si può aspettare, fra gli elettori francofoni si registra un tasso maggiore di adesioni.

## Status interno del Québec e appoggio esterno
Il 27 novembre 2006, la Camera dei Comuni del Canada ha adottato, con 266 voti favorevoli e 16 contrari, una mozione in cui riconosce che «i Quebecchesi formano una nazione all'interno di un Canada unito». Il 30 novembre, l'Assemblea nazionale del Québec ha adottato all'unanimità una mozione riconoscendo «il carattere positivo» della mozione adottata da Ottawa e proclamando che detta mozione non diminuiva «i diritti inalienabili, i poteri costituzionali e i privilegi dell'Assemblea nazionale e della nazione del Québec».

### Francia
L'indipendentismo quebecchese ha trovato un sostenitore in Charles de Gaulle: egli si pronunciò a favore dell'indipendenza con la sua celebre frase Vive le Québec libre! ("Viva il Québec libero!"), in un discorso del 1967. Questa dichiarazione è coerente con il pensiero del generale de Gaulle, attaccato all'idea dell'indipendenza delle nazioni e sensibile all'impatto storico della perdita del Canada da parte della Francia. Già nel 1965, de Gaulle scriveva ad Alain Peyrefitte:

### Stati Uniti
Ufficialmente, gli Stati Uniti hanno sempre osservato un atteggiamento neutrale nei confronti dell'indipendenza del Quebec. Tuttavia, poiché il rapporto tra Canada e Stati Uniti è privilegiato a diversi livelli, vi è una tendenza a preferire il mantenimento dello status quo. Fra gli anni '60 e '70, i sovranisti guidati da René Lévesque cercarono il favore degli USA; essi provarono a convincere gli americani a sostenerli paragonando l'indipendenza del Québec a quella che gli stessi Stati Uniti avevano ottenuto dalla Gran Bretagna nel 1776. Tuttavia, agli americani del XX secolo, l'idea della separazione del Québec ricordava piuttosto la Guerra Civile; inoltre, l'ideologia del melting pot, storicamente, rendeva gli americani refrattari a qualsiasi posizione nazionalista che mirasse alla divisione di uno Stato preesistente.

L'unico leader statunitense ad essersi mostrato aperto alle istanze indipendentiste quebecchesi è stato John Fitzgerald Kennedy. Egli tracciò un parallelo non con l'indipendenza americana, ma con l'indipendenza irlandese, ancora piuttosto recente (1922), essendo lui stesso di origini irlandesi. Va aggiunto che la famiglia Kennedy era francofila e che il futuro presidente si batteva per l'autodeterminazione dei popoli in generale. Durante il suo breve mandato come presidente (1960-1963), tuttavia, Kennedy non ebbe mai occasione di affrontare pubblicamente questo tema.